# Shadow (film 2009 Zampaglione)
Shadow è un film del 2009 diretto da Federico Zampaglione.
Questo è il secondo film da regista di Zampaglione, dopo la commedia grottesca del 2007 Nero bifamiliare, che realizza una pellicola internazionale girata interamente in inglese. Il film è stato definito, dalla stampa specializzata, come un esempio di "rinascita dell'horror italiano", diventando presto un oggetto di culto fra gli appassionati del genere.
Il film è un omaggio al genere horror italiano degli anni settanta e ottanta, con citazioni nei confronti di cineasti come Mario Bava, Dario Argento e Lucio Fulci e ispirato a pellicole del genere, come Un tranquillo weekend di paura e Non aprite quella porta.
La sceneggiatura, scritta dallo stesso Zampaglione in collaborazione con il padre Domenico e Giacomo Gensini, nasce da un episodio capitato al regista mentre si trovava in bicicletta nei boschi con la sua compagna.

## Trama
Il film narra la vicenda di David, un giovane soldato reduce dalla Guerra in Iraq che, preso dalla voglia di ricominciare la sua vita e abbandonare i brutti ricordi, intraprende un viaggio in bicicletta attraverso l’Europa centrale. Nel suo viaggio incontra una ragazza, Angeline, e un paio di cacciatori senza scrupoli. I due giovani, mentre stanno correndo in bici, si imbattono nei due cacciatori; parte un inseguimento che porta i quattro in una zona apparentemente infestata dai fantasmi di un gruppo di ribelli, bruciati vivi anni prima nelle miniere. David e i due cacciatori vengono trovati e rapiti da un sinistro uomo che conduce su di loro esperimenti. Ma non tutto è come sembra...

## Cast
Gli interpreti del film sono l'attore statunitense Jake Muxworthy, visto in Borderland - Linea di confine, e la francese Karina Testa, protagonista di Frontiers - Ai confini dell'inferno di Xavier Gens. Del cast fanno parte anche i caratteristi Ottaviano Blitch Chris Coppola e Nuot Arquint.

## Musica
La colonna sonora di questo film è stata realizzata da Francesco Zampaglione e Andrea Moscianese sotto il nome di "Alvarius". Federico ha preferito concentrarsi sulla regia affidando la musica al fratello Francesco, scelta rivelatasi felice vista l'ottima critica ottenuta e i numerosi premi vinti a livello internazionale, tra i quali una candidatura ai nastri d'argento proprio per la colonna sonora.

## Distribuzione
Il film è stato presentato in anteprima al FrightFest di Londra, successivamente è stato presentato al Sitges - Festival internazionale del cinema della Catalogna, al Noir Film Festival di Courmayeur e al Science+Fiction di Trieste, dove si è aggiudicato il premio "Nuove Visioni", assegnatogli alla rivista Nocturno.
Il film è stato distribuito nelle sale italiane il 14 maggio 2010 da Ellemme Group di Massimo Ferrero, in seguito verrà distribuito in Germania, Austria, Lussemburgo e Svizzera e molti altri paesi.
Dal 16 novembre 2010 è disponibile in DVD e Blu-Ray Disc.

### Versione italiana
Il doppiaggio dell'edizione italiana è stato diretto da Roberto Pedicini, voce del personaggio interpretato da Emilio de Marchi
Nei cinema italiani ha ottenuto un incasso di 346 997 euro.

## Riconoscimenti
- Fantasy Horror Award
  - Miglior sceneggiatura[12]